# 高砂駅 (北海道)

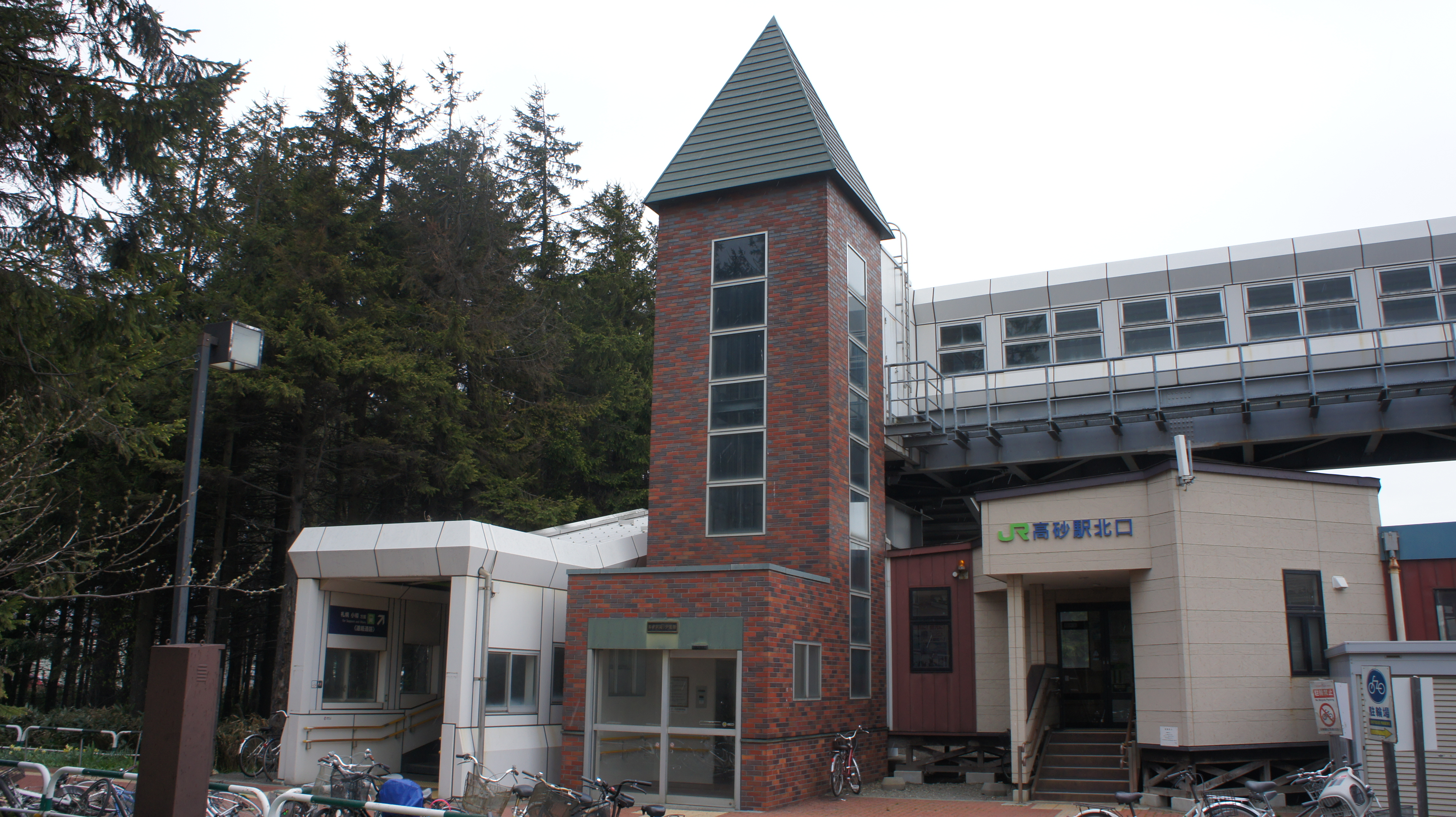
北口駅舎（2017年5月）

高砂駅（たかさごえき）は、北海道江別市高砂町にある北海道旅客鉄道（JR北海道）函館本線の駅である。駅番号はA08。

## 歴史
- 1986年（昭和61年）11月1日：日本国有鉄道（国鉄）函館本線の高砂臨時乗降場（たかさごりんじじょうこうじょう）として開業[新聞 1]。旅客のみ取扱い[1]。駅員無配置駅[2]。
- 1987年（昭和62年）4月1日：国鉄分割民営化に伴い、北海道旅客鉄道（JR北海道）の駅となる[3]と共に旅客駅に昇格。高砂駅となる。
- 2001年（平成13年）2月26日：同日より南口・北口の各駅舎の供用を開始し、江別市による南北自由通路を開設[JR 1][4][5][新聞 2]。江別駅からの駅員派遣廃止し、業務委託駅となる。同時に自動改札機を設置し、供用開始[6]。
- 2007年（平成19年）10月1日：駅番号設定（A08）[JR 2]。
- 2008年（平成20年）10月25日：IC乗車券「Kitaca」使用開始[JR 3]。
- 2009年（平成21年）10月28日：バリアフリー化完成[JR 4]。
- 2011年（平成23年）10月23日：野幌駅 - 当駅間の一部が高架化。
- 2015年（平成27年）1月26日：同日早朝、小樽発江別行き普通列車の屋根付近から落下した氷塊が、下りホームにいた乗客の頭部に接触し、負傷する事故が発生[JR 5]。

### 駅名の由来
地名より。

## 駅構造
相対式ホーム2面2線を有する地上駅。改札内では上下ホームの移動ができない構造になっているため、線路を渡る場合は改札外の自由連絡通路を利用する。本駅から札幌・野幌方面に向かう場合は南口改札、岩見沢・江別方面に向かう場合は北口改札からホームへ向かうことになる。北海道ジェイ・アール・サービスネットによる業務委託駅（江別駅管理）であり、駅員は日中のみの配置している。みどりの窓口、簡易自動券売機、簡易自動改札機（Kitaca・磁気券ともに対応）、エレベーター設置。

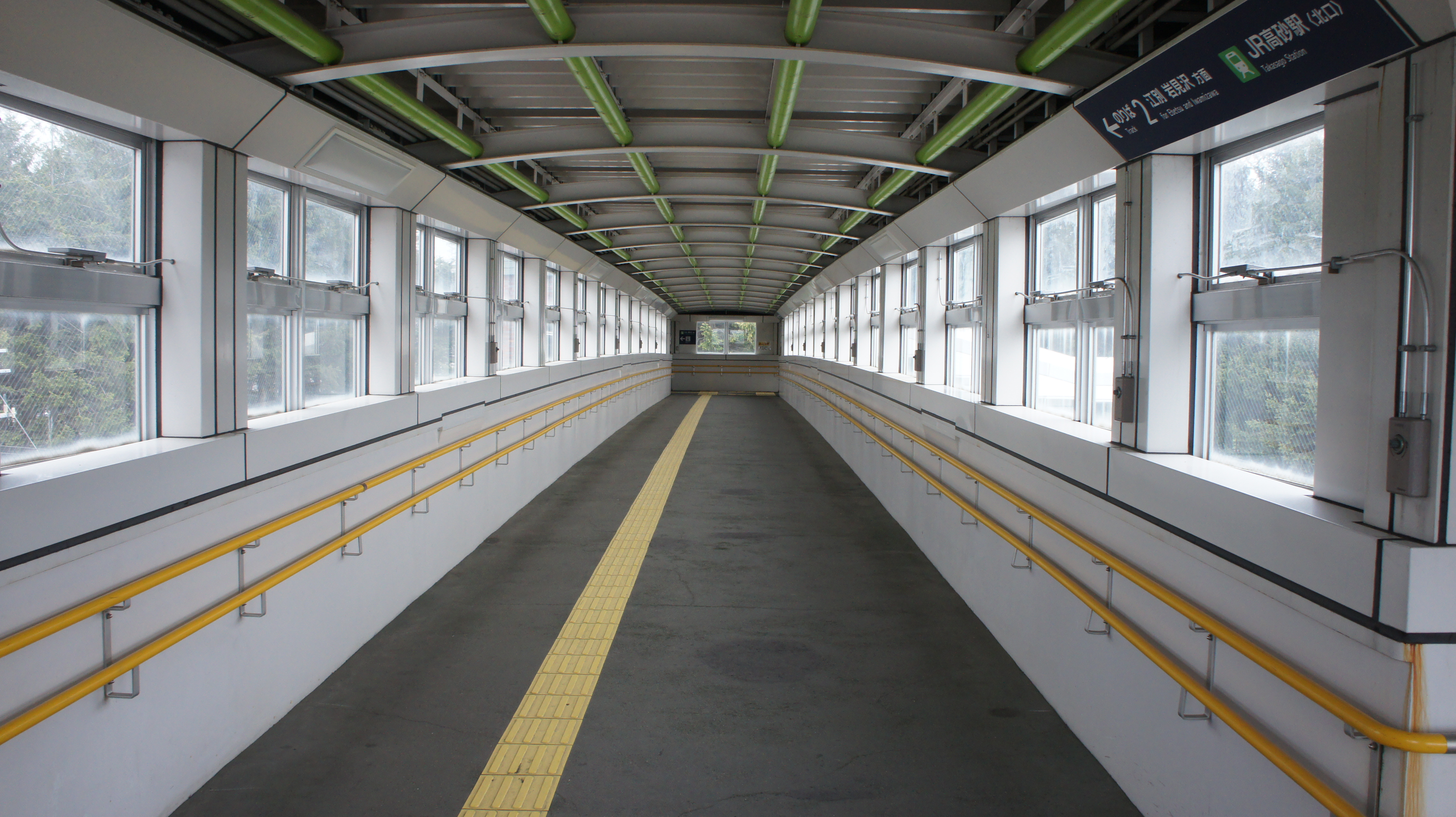
自由連絡通路（2017年5月）
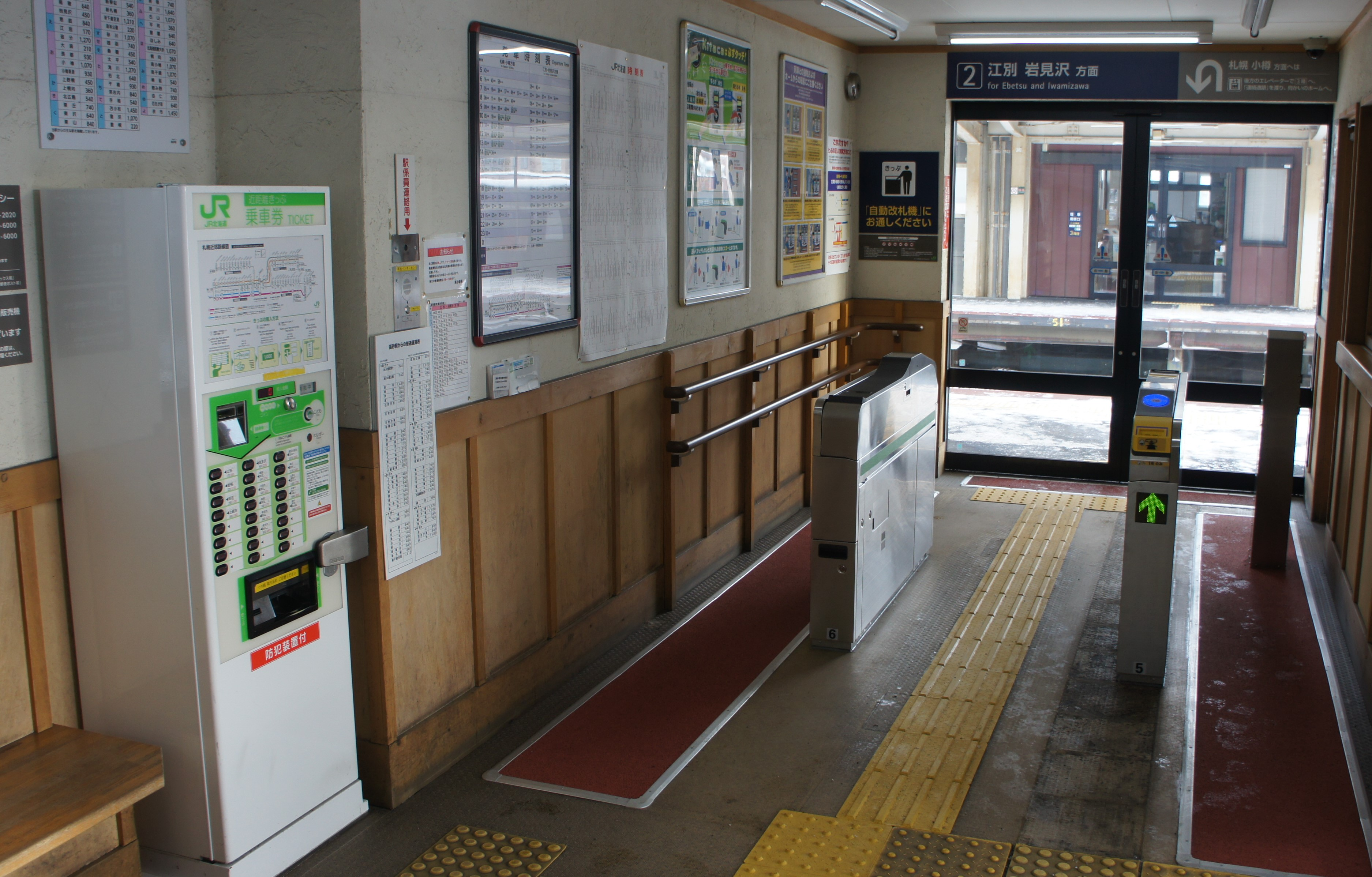
北口改札（2017年12月）
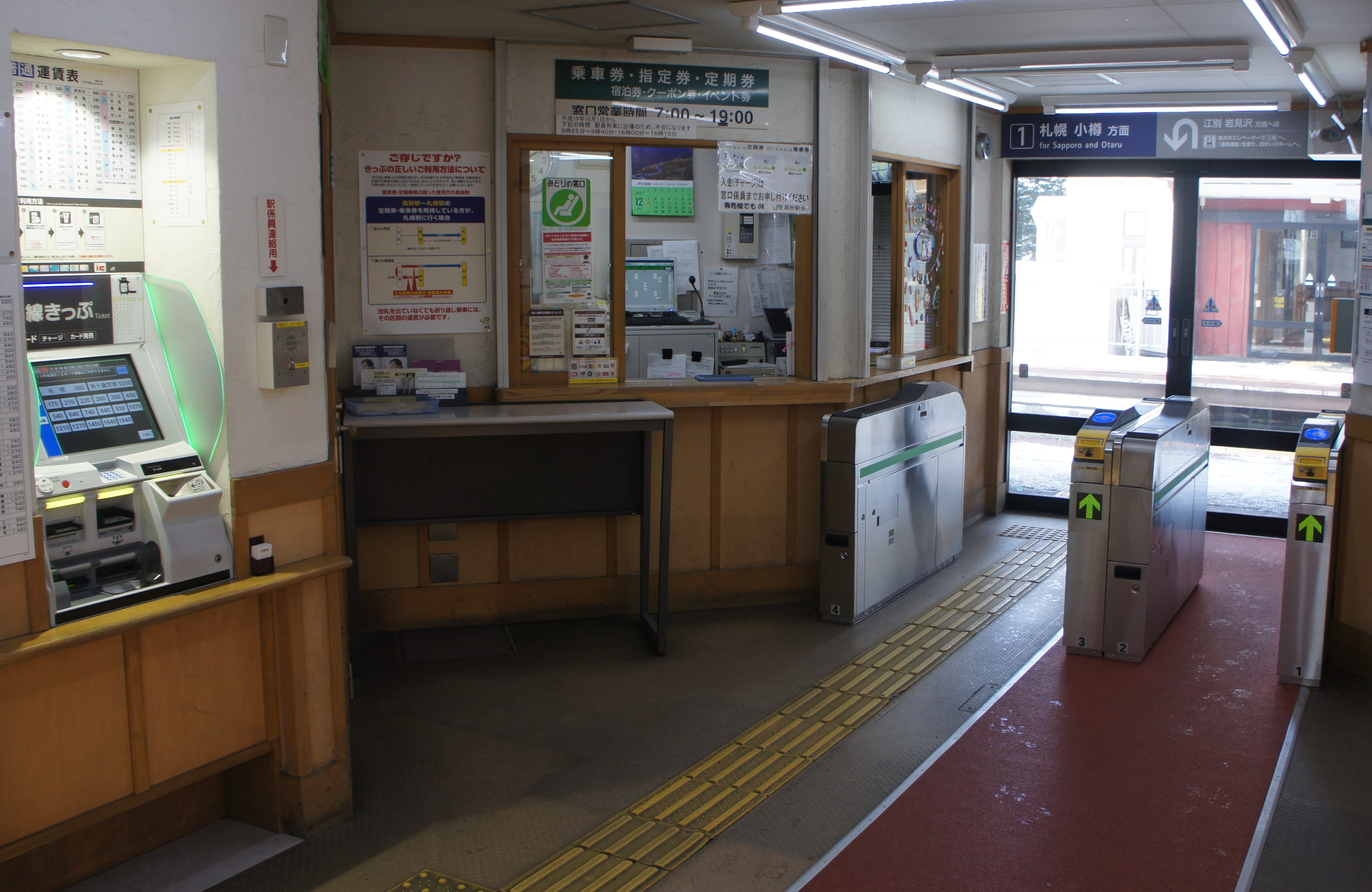
南口改札（2017年12月）
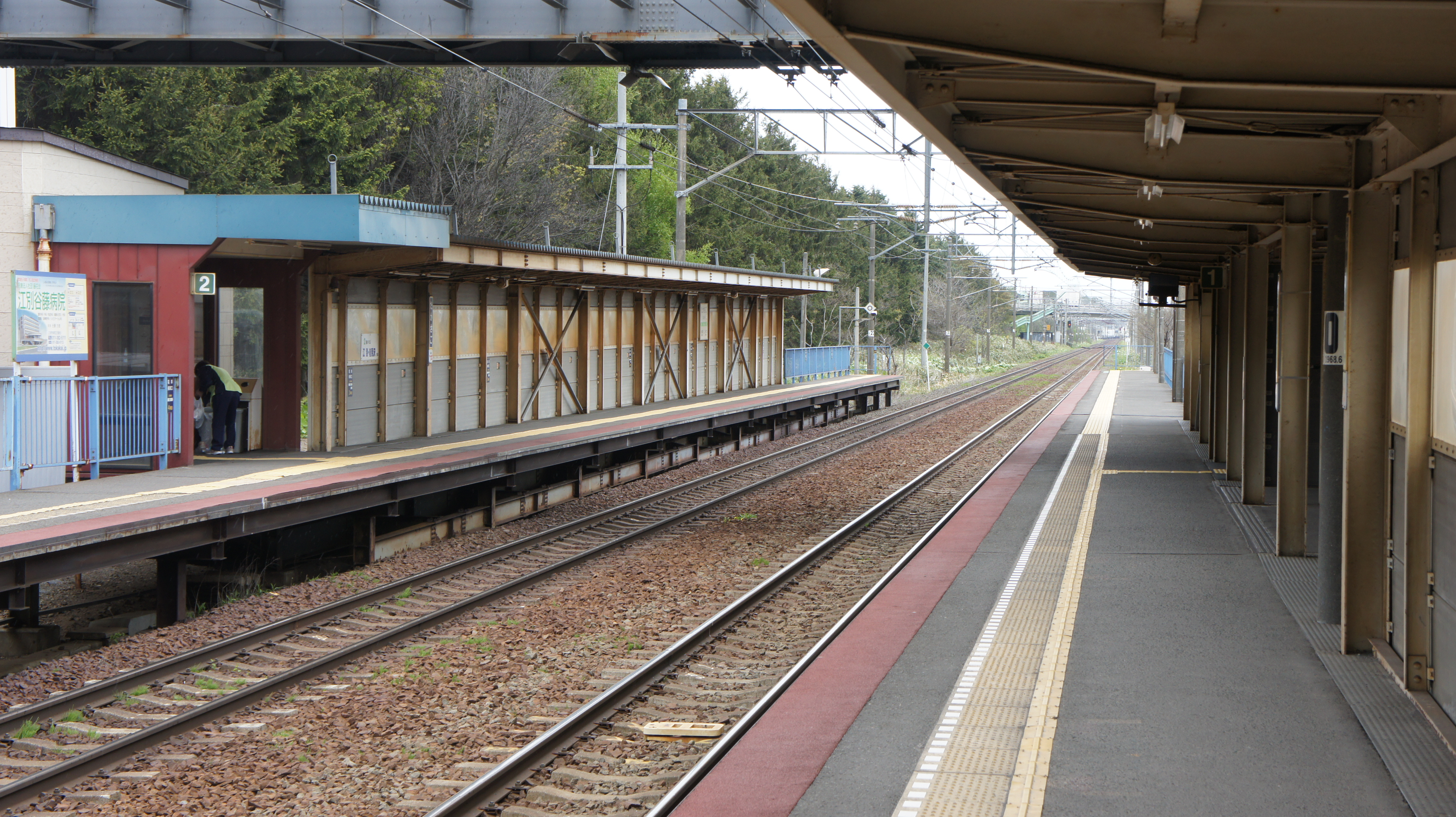
ホーム（2017年5月）

### のりば
| 番線 | 路線      | 方向 | 行先             |
| ---- | --------- | ---- | ---------------- |
| 1    | ■函館本線 | 上り | 札幌・小樽方面   |
| 2    | ■函館本線 | 下り | 江別・岩見沢方面 |

（出典：JR北海道：駅の情報検索）

## 利用状況
「江別市統計書」によると、近年の年度別乗車人員は以下の通りである。
| 年度               | 乗車人員（千人） | 乗車人員（千人） | 乗車人員 （一日平均） | 出典            |
| 年度               | 定期外           | 定期             | 乗車人員 （一日平均） | 出典            |
| ------------------ | ---------------- | ---------------- | --------------------- | --------------- |
| 2002年（平成14年） | 166              | 641              | 2,211                 | [ * 2 ]         |
| 2003年（平成15年） | 174              | 650              | 2,251                 | [ * 2 ]         |
| 2004年（平成16年） | 176              | 655              | 2,277                 | [ * 2 ]         |
| 2005年（平成17年） | 183              | 676              | 2,353                 | [ * 2 ]         |
| 2006年（平成18年） | 191              | 718              | 2,490                 | [ * 2 ] [ * 3 ] |
| 2007年（平成19年） | 195              | 738              | 2,549                 | [ * 3 ]         |
| 2008年（平成20年） | 197              | 741              | 2,570                 | [ * 3 ]         |
| 2009年（平成21年） | 193              | 745              | 2,570                 | [ * 3 ]         |
| 2010年（平成22年） | 196              | 781              | 2,677                 | [ * 3 ]         |
| 2011年（平成23年） | 206              | 817              | 2,795                 | [ * 4 ]         |
| 2012年（平成24年） | 205              | 819              | 2,805                 | [ * 4 ]         |
| 2013年（平成25年） | 214              | 821              | 2,836                 | [ * 4 ]         |
| 2014年（平成26年） | 214              | 820              | 2,833                 | [ * 4 ]         |
| 2015年（平成27年） | 217              | 836              | 2,877                 | [ * 4 ]         |
| 2016年（平成28年） | 213              | 822              | 2,836                 | [ * 5 ]         |
| 2017年（平成29年） | 213              | 820              | 2,830                 | [ * 5 ]         |
| 2018年（平成30年） | 1,016            | 1,016            | 2,784                 | [ * 6 ]         |
| 2019年（令和元年） | 1,008            | 1,008            | 2,754                 | [ * 7 ]         |
| 2020年（令和02年） | 823              | 823              | 2,255                 | [ * 1 ]         |
| 2021年（令和03年） | 825              | 825              | 2,255                 | [ * 1 ]         |
| 2022年（令和04年） | 895              | 895              | 2,452                 | [ * 1 ]         |

## 駅周辺
江別市役所や江別市民会館から徒歩約7分に位置している最寄駅である。
北口
- 江別谷藤病院
- 空知信用金庫江別支店
- 北海道中央バス（江別営業所）「高砂駅前」停留所[9]
- ジェイ・アール北海道バス（空知線）「江別市役所前」停留所[10]

南口
- 江別すずらん病院
- マルシェ上江別ショッピングセンター
- マックスバリュ上江別店
- DCM上江別店
- ROYCE'上江別店
- 北海道江別高等学校
- 北海鋼機
- 夕張鉄道（夕鉄バス）「高砂駅前」停留所[11]

## 隣の駅
北海道旅客鉄道（JR北海道）
■函館本線
野幌駅 (A07) - 高砂駅 (A08) - 江別駅 (A09)

### JR北海道
1. ↑  “函館線「高砂駅」の駅舎新設及び有人化について”.   北海道旅客鉄道 (2001年1月25日). 2002年6月13日時点のオリジナルよりアーカイブ。2002年12月4日閲覧。
2. ↑  『駅番号表示（駅ナンバリング）を実施します』（PDF）（プレスリリース）北海道旅客鉄道、2007年9月12日。2014年9月6日閲覧。
3. ↑  『Kitacaサービス開始日決定について』（PDF）（プレスリリース）北海道旅客鉄道、2008年9月10日。2015年1月10日閲覧。
4. ↑  『高砂駅バリアフリー化完成 車いす対応型トイレを10月28日から使用開始します！』（PDF）（プレスリリース）北海道旅客鉄道、2009年10月22日。2017年5月15日閲覧。
5. ↑  『ホーム上のお客様がお怪我をされた事象について』（PDF）（プレスリリース）北海道旅客鉄道、2015年1月26日。2015年1月27日閲覧。

### 新聞記事
1. 1 2  “新開設15駅の正式駅名を決定 北海道総局 61年11月改正”. 交通新聞 (交通協力会):  p. 1. (1986年10月2日)
2. ↑  “新駅舎 相次ぎ開業  あす静内駅、26日高砂駅”. 交通新聞 (交通新聞社):  p. 1. (2001年2月2日)